# 1565 a tudományban
Az 1565. év a tudományban és a technikában.

## Építészet
- Firenzében felépül a Palazzo Vecchiót a Palazzo Pittivel összekötő titkos Vasari-folyosó

## Események
- Rio de Janeiro alapítása
- Cebu City (Fülöp-szigetek) alapítása
- a ceruza megjelenése
- a burgonya behozatala Dél-Amerikából

## Publikációk
- megjelenik Nicolas Monardes orvosi tanulmánya a Historia medicinal de las cosas que se traen de nuestras Indias Occidentales

## Születések
- Cornelis de Houtman, holland felfedező
- Hendrick de Keyser, holland építész

## Halálozások
- október 5. – Lodovico Ferrari itáliai matematikus (* 1522)
- október 12. – Jean Ribault, francia tengerésztiszt, navigátor, felfedező (* 1520)
- december 13. – Conrad Gessner svájci természettudós. Ötkötetes műve, a Historia animalium a modern zoológia kezdetének számít (* 1516)